# Villanueva del Condado
Villanueva del Condado (Villanueva del Condáu en lengua leonesa) es una localidad que pertenece al municipio de Vegas del Condado en la comarca de Tierras de León, provincia de León, España.

## Toponimia
- Nueva, del latín Nova, "nueva".

- Condado, del latín Comitatus, "cortejo, acompañamiento", "dignidad honorífica de conde" o "territorio o lugar a que se refiere el título nobiliario de conde y sobre el cual ejercía éste antiguamente señorío" (en referencia a los Nuñez de Guzmán); o del céltico Condate, "confluencia"[1] (en referencia a los ríos Porma y Curueño).

- Villa Noba (año 1049); Villanoba (año 1188).

## Historia
Según el Diccionario geográfico-estadístico-histórico de España y sus posesiones de Ultramar de Pascual Madoz e Ibáñez (1850) se define así:

"Localidad en la provincia, partido judicial y diócesis de León (a 3 leguas), audiencia territorial y Capitania general de Valladolid (a 24 leguas), ayuntamiento de Vegas del Condado. Situado en terreno llano a la derecha del río Onza; su clima es templado y propenso a calenturas, algunos catarros y fluxiones. Tiene 40 casas; escuela de primeras letras por temporada con la dotación de 300 reales a la que asisten 24 niños de ambos sexos; iglesia parroquial de San Miguel, servida por un cura de primer ascenso y presentación del duque de Uceda; ermita de Nuestra Señora de las Villafrías, y una fuente de buenas aguas. Confina con Vegas del Condado, San Vicente del Condado, San Cipriano del Condado y Represa de la Sobarríba."

## Demografía
| 2000 |  | 2001 |  | 2002 |  | 2003 |  | 2004 |  | 2005 |  | 2006 |  | 2007 |  | 2008 |  | 2009 |  |
| 232  |  | 238  |  | 221  |  | 224  |  | 218  |  | 214  |  | 206  |  | 213  |  | 211  |  | 193  |  |
| 2010 |  | 2011 |  | 2012 |  | 2013 |  | 2014 |  | 2015 |  | 2016 |  | 2017 |  | 2018 |  | 2019 |  |
| 198  |  | 188  |  | 181  |  | 178  |  | 184  |  | 183  |  | 183  |  | 178  |  | 176  |  | 172  |  |

## Contexto geográfico y natural
Situado en la orilla derecha del río Porma y a una altitud de 845 m s. n. m. Enclavado en la comarca de Tierras de León, Villanueva está rodeado de montes. De clima continental, los inviernos son fríos y existe una gran amplitud térmica. Este factor climático en conjunto con el predominio de los suelos calizos condicionan la vegetación del lugar.

## Arquitectura
Hay que destacar la iglesia parroquial de San Miguel y la ermita de Nuestra Señora de Villasfrias.

### Iglesia de San Miguel arcángel
El retablo principal es de obra de Juní o de alguno de sus más próximos imitadores.
Se compone de dos cuerpos, con la calle central más elevada. Su decoración es de columnas finas, jónicas y corintias estriadas, y traspilares también estriados o con óvalos a lo largo; los frisos están decorados con querubines portando carteles; todo ello rematado por el frontispicio.
Sagrario en el cuerpo central de pequeñas dimensiones puesto en perspectiva, con zócalo de niños, friso de querubines y relieves.
Dos pequeños relieves, representando la Natividad y la Presentación de María, lucen el atrevimiento y el arte pintoresco de Juní.
En la calle central imagen de la Asunción rodeada de ángeles, del Arcángel Miguel con armadura romana, broquel y espada sobre diablo, y en el frontispicio figura de Dios Padre.

## Fiestas
En Villanueva del Condado se festeja el segundo sábado de mayo con una misa y comida campestre en la Ermita de Villasfrías a la virgen homónima, junto con los vecinos de la villa de Vegas del Condado.
La Dolorosa es la festividad parroquial, los días 8 y 9 de septiembre. La celebración comienza el día 8 con el tradicional corro de lucha leonesa y verbena nocturna. El día 9 la misa y durante la noche la verbena son los principales actos. Durante la primera semana de septiembre otras actividades van preparando el ambiente festivo para los días grandes: actividades y talleres infantiles, concursos de mus, tute, brisca y bolos y diversas charlas y conferencias.

## Servicios
De propiedad pública, Villanueva del Condado, cuenta con un recinto polideportivo con piscinas, campo de fútbol, canchas de fútbol sala, baloncesto, balonmano, tenis y voleibol, frontón cubierto y bolera, un concejo (hoy en día salón de actos), una escuela (hoy en día taller de manualidades) y un consultorio médico. 
En cuanto a la iniciativa privada, existen un centro cultural (Centro Cultural El Condado, El Casino), un bar (Las piscinas), un bar-restaurante con hospedería (El Condado), una terraza-jardín de verano (Spacio) y diferentes casas rurales.